# Miroslav (hrvaški vladar)
Miroslav I., hrvaški vladar, domnevno je vladal med letoma 945 in 949, *?, † 949 (?).
Domnevno naj bi bil sin Krešimirja I.  in domnevno brat Krešimirja II. Kakor poroča Konstantin Porfirogenet je v njegovem času na Hrvaškem zaradi neznanih vzrokov izbruhnila državljanska vojna, v kateri se je proti Miroslavovi oblasti dvignil ban Pribina, ki je sicer prvi po imenu znani hrvaški ban, in ki je Miroslava ubil. Večina hrvaških zgodovinarjev Miroslava postavlja  v čas 10. stoletja. Morda je bil potemtakem brat Krešimirja II., svojega naslednika, s katerim bi si po starih slovanskih običajih lahko delil oblast, dokler se ne bi Krešimir II. proti bratu povezal z banom Pribino. Kakorkoli že- v času okrog 950 je bila Hrvaška kot kaže oslabljena, saj je srbski vladar Časlav Klonimirović Hrvatom iz rok iztrgal ozemlje stare Bosne (danes vzhodni del Bosne in Hercegovine).
Obstaja tudi možnost, da je Miroslav vladal v sredini 9. stoletja kot vnuk Trpimirja I.in torej ne bi bil povezan z Mihaelom Krešimirjem II. in Krešimirjem I. Dejansko je sporna vsa datacija Miroslavove vladavine med letoma 945 in 949. Zadevo je namreč dodatno zapletlo odkritje nekega dokumenta, ki vladavino Krešimirja I. postavlja v čas približno med letoma 926  in vsaj do 950, in če je ta dokument avtentičen, potem je nemogoče, da bi v času pred 949 na Hrvaškem vladal knez Miroslav.